# Eduardo Aunós
Eduardo Aunós Pérez (Lérida, 1894 - Lausanne, 1967) était un homme politique, juriste, journaliste, diplomate, essayiste, penseur et écrivain espagnol, l’un des principaux théoriciens de la doctrine corporatiste en Espagne. 
Issu d’une famille catalane conservatrice, il mena, après des études de droit à Madrid, une carrière politique comme député aux Cortes (en 1916 et 1921), en même temps qu’une activité de publiciste. Attiré d’abord par le catalanisme politique, dont il finit par se distancier, il subit par la suite l’influence du régénérationnisme, du catholicisme social (dont l’une des figures de proue, La Tour du Pin, restera son principal maître à penser), mais aussi du corporatisme fasciste italien, à quoi s’ajoutait son attirance pour les corps de métier du Moyen Âge. Il commença à élaborer une philosophie politique corporatiste, que l’avènement — applaudi par lui, car créant les conditions « d’ordre et de hiérarchie » indispensables — de la dictature de Primo de Rivera lui donna l’occasion de mettre en œuvre en tant que ministre du Travail à partir de 1924.
À la tête dudit ministère, alors que le régime primorivériste entrait dans une phase de réformisme autoritaire et technique, Aunós engagea une restructuration corporatiste et autoritaire de la société et du système politique, restructuration sous-tendue par la volonté d’« harmonisation » du capital et du travail (en neutralisant les antagonismes de classe dans le cadre d’une stratégie de contention et de paix sociale) et axée sur deux principes de base, à savoir un interventionnisme d’État dans les affaires sociales, et l’objectif de structurer le pays du point de vue économique et d’opérer la modernisation du pays. En accord avec une vision corporatiste et organiciste autoritaire, Aunós mit en place en 1926 l’Organisation corporative nationale (ONC), clef de voûte organisationnelle du corporatisme social tel que conçu par Aunós, qui regroupait l’ensemble des corporations professionnelles préalablement constituées en organisme de droit public. 
La corporation, sur laquelle reposait le système, était obligatoire, sélectivement compatible avec la liberté syndicale (s’accommodant en effet d’un certain pluralisme politique), et centrée sur la notion (quasi théologique) de communauté de métier (en espagnol oficio), exaltée comme trait d’union de tous ceux composant un secteur particulier de la production. Chaque association ou groupe issu de tel domaine professionnel sectoriel (patrons aussi bien qu’ouvriers et techniciens) était tenu de s’y intégrer, en vue de former ensuite les comités paritaires, structures déjà largement expérimentées dans les décennies précédentes, où patrons et ouvriers étaient représentés à égalité. Ce système, auquel consentirent à s’associer quelques figures socialistes, telles que Largo Cabellero, mais dont restaient exclus p. ex. les anarcho-syndicalistes, était hiérarchiquement structuré sur cinq niveaux — avec le comité paritaire comme premier échelon, et les Commissions déléguées du travail comme instance supérieure — et ordonné conformément à une classification comprenant 27 corporations professionnelles subdivisées en trois grands groupes. Ces structures devaient former l’ossature d’une société corporative bureaucratisée, pilotée par le gouvernement, et organiquement structurée en groupements intermédiaires « naturels » (famille, commune, corporation de métier), où il n’y avait place ni pour le système électoral, ni pour un parlement, ni pour le régime de partis. Si dans ses débuts l’État corporatif se limitait à une action réformiste et technique d’« urgence sociale », le corporatisme finit par offrir une authentique alternative politique, sous les espèces d’une « démocratie organique », de caractère corporatif, antilibéral et antiparlementaire.
Au lendemain de la chute de Primo de Rivera, Aunós, risquant d’être inquiété pour sa compromission avec la dictature, s’exila à Paris, où il tissa des liens avec l’extrême droite française et affina sa réflexion politique, ajoutant à sa conception corporatiste, jusque-là surtout technocratique, une dimension spiritualiste (dérivée du catholicisme et de la monarchie traditionnelle) et imaginant un système sans partis politiques et avec deux chambres représentatives, l’une corporative à suffrage professionnel, l’autre organique à suffrage familial et censitaire, dans le cadre d’une monarchie autoritaire et nationaliste. 
Lors du soulèvement militaire de juillet 1936, il se rallia aussitôt aux insurgés, devint membre du Comité politique du parti unique FET y de las JONS, et contribua à rédiger la Charte du travail, texte ayant rang de constitution, où il s’efforça d’introduire des éléments de sa doctrine. Pendant la guerre, après quelques missions diplomatiques au service de l’État franquiste et après avoir siégé dans les tribunaux de la répression anti-républicaine, il se vit offrir en mars 1943 le portefeuille de ministre de la Justice du 4e gouvernement franquiste, auquel titre il eut à cœur de régulariser la situation dans les prisons. Toutefois, son projet de constitution, jugé trop corporatiste, fut rejeté par Franco. Ses récents liens avec le fascisme lui valurent en juillet 1945 d’être écarté du gouvernement, victime de la situation internationale où il s’agissait désormais pour Franco de donner des gages aux puissances victorieuses. Il se retira alors de la vie politique, encore qu’il ait continué à siéger aux Cortes et présidé la Cour des comptes jusqu’à la fin de sa vie.
Auteur prolifique, Aunós a publié — outre des ouvrages de théorie politique — des travaux d’historien, des monographies sur quelques villes historiques, des essais de musicologie, ainsi que des œuvres de fiction.

## Biographie

### Formation et jeunes années
Venu au monde le 8 septembre 1894 dans la ville catalane de Lérida, Eduardo Aunós avait parmi ses ascendants plusieurs personnalités politiques d’origine aranaise et pour père un homme politique conservateur, député et sénateur, et propriétaire du quotidien local El País. Il entreprit des études de droit, en partie à l’université Augustinienne d’El Escorial, pour le reste à l’université centrale de Madrid,, avant d’obtenir en février 1916 son doctorat, avec mention « bien » (aprobado), avec une thèse intitulée El Renacimiento y problemas de derecho internacional que suscita (littér. La Renaissance et les problèmes de droit international qu’elle suscite), publiée ensuite sous forme de volume. Très tôt attiré par l’activité littéraire, il avait commencé sa carrière d’auteur dans les colonnes du journal familial et publié à l’âge de seulement quinze ans le roman Almas Amorosas (littér. Âmes amoureuses),.

### Débuts dans la carrière politique
À l’incitation de Francesc Cambó, son premier mentor, Aunós Pérez s’engagea en politique, devenant militant de la Lliga Regionalista catalane. Il se mit aussi à contribuer à différents périodiques de Lérida, tout en exerçant comme avocat à Barcelone, et travailla ensuite comme secrétaire de Francesc Cambó au ministère de l’Équipement,,. Aunós devint aussi pour quelque temps propriétaire du journal familial El País, édité à Lérida,.
Aux élections générales de 1918, il sut se faire élire député pour la circonscription électorale catalane de Sort. Toutefois, le 5 avril 1918, un rapport du Tribunal suprême d’Espagne fut approuvé qui proposait d’annuler l’élection à Sort et de sanctionner la circonscription en la laissant sans représentation parlementaire durant la législature en cours. Aux élections générales de 1920, il fut élu député pour la circonscription de Solsona, toujours dans la même province de Lérida. Alors qu’il avait été réélu aux élections de 1923, la nullité du scrutin fut là aussi proclamée, le 6 juin de la même année, ainsi que la suspension pour ladite circonscription du droit de représentation jusqu’aux prochaines élections parlementaires.
Dans Problemas de España (1921), son premier ouvrage important, rédigé sous l’influence du mouvement intellectuel dit « régénérationniste », Aunós faisait montre, tout en expliquant son travail parlementaire, de son attrait pour les « solutions techniques » et pour l’impérieux projet de modernisation nationale ; on y voit poindre déjà une pensée corporatiste, que nourrissaient, outre le régénérationnisme socio-économique, son inclination vers le corporatisme médiéval et les revendications des corporations professionnelles et groupements d’intérêt catalans. En 1923, il cessa sa participation au catalanisme politique à la suite du tournant radical pris par cette mouvance, qui se manifesta notamment par la scission d’un groupement extrémiste et le subséquent départ de Cambó. Aunós réprouvait que la défense des « corporations les plus importantes de Catalogne » ait été sacrifiée au profit d’un renouveau culturel catalan romantique devenu, au travers de l’artifice de la nationalitat catalana, « destructeur de la réalité hispanique »,. En mai 1923, il quitta donc la Lliga pour se rapprocher de l’Unión Monárquica Nacional (littér. Union monarchiste nationale, UMN), parti conservateur d’implantation catalane présidé par Alfonso Sala Argemí,.
Concernant la « question sociale », Aunós, fustigeant l’attitude des « professionnels de la politique », préconisait de confier à des techniciens les réformes nécessaires, et pilota les premières expériences techniques d’une organisation paritaire dans le monde du travail. En Catalogne, pendant le dénommé Triennat bolchevique (1918-20), où le syndicalisme révolutionnaire jouait son va-tout par des actions terroristes et de grève, Aunós jugeait nécessaire l’avènement d’un gouvernement fort, capable de mener la « réforme depuis le haut » ; le « pouvoir exceptionnel » assumé par Primo de Rivera à partir de 1923 lui apparaissait alors comme le cadre politique autoritaire « d’ordre et de hiérarchie » indispensable.

### Dictature de Primo de Rivera: à la tête du ministère du Travail (1924-1930)

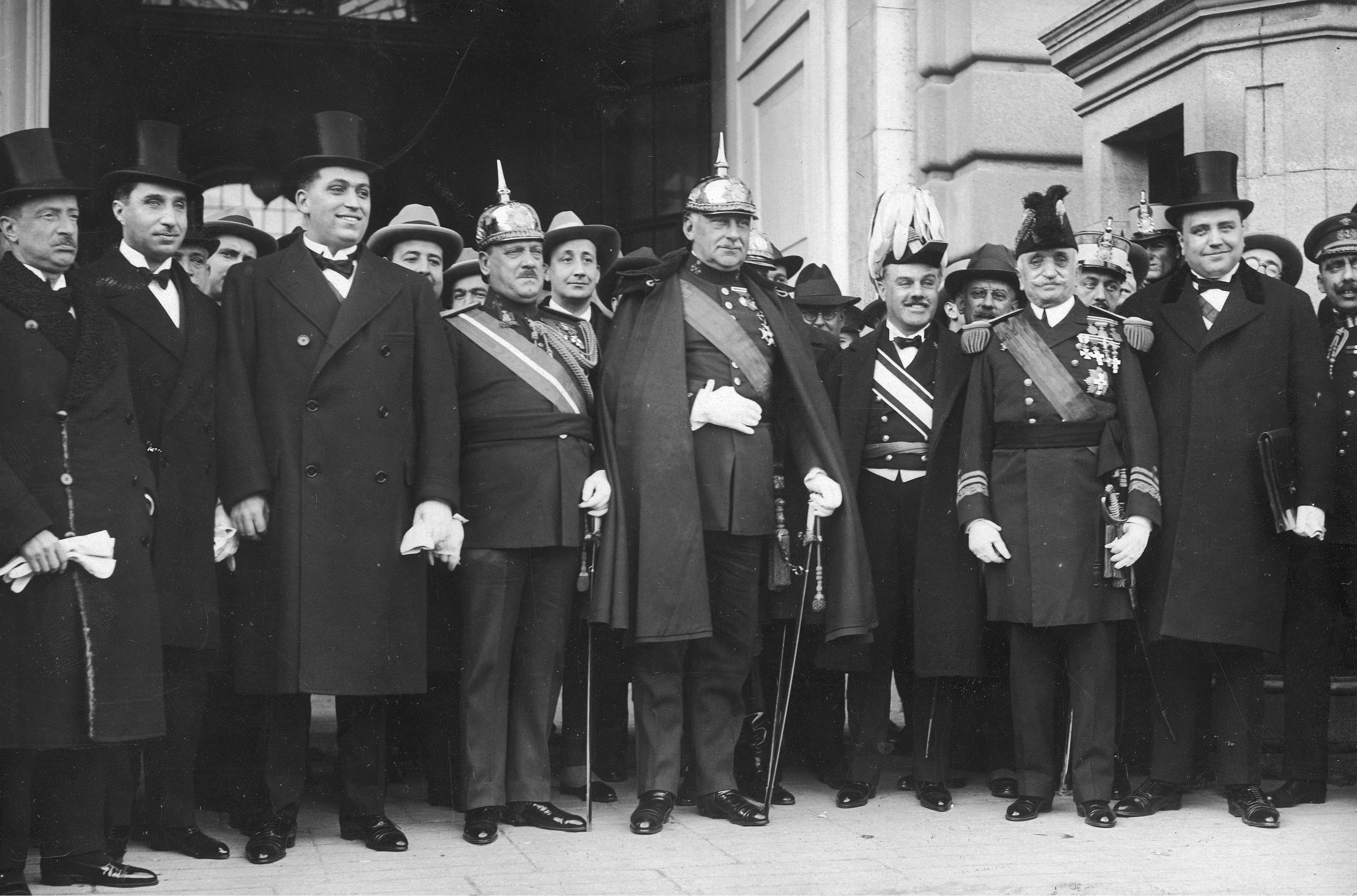
Les membres du Directoire civil de Primo de Rivera en décembre 1925. Au premier rang, de gauche à droite, Eduardo Callejo (Instruction publique), José Yanguas (État), José Calvo Sotelo (Finances), Severiano Martínez Anido (Intérieur, coiffé d'un casque à pointe), Miguel Primo de Rivera (président, également avec casque à pointe), Comte de Guadalhorce (Travaux publics), Honorio Cornejo (Marine) et Eduardo Aunós (Travail, tout à droite, portant chapeau haut-de-forme).

Dès le début de la dictature qui suivit le coup d’État militaire de 1923, dont Aunós avait ouvertement applaudi l’avènement, le nouveau chef de gouvernement Primo de Rivera, fasciné par l’exemple du fascisme italien, se mit en devoir de doter son régime d’une armature institutionnelle. Dans le manifeste adressé à la nation espagnole du 5 septembre 1926, Primo de Rivera énonçait :

« Après l’échec du Système parlementaire dans sa forme actuelle [...] nul autre qu’un fou n'envisagerait de le rétablir en Espagne [...]. Le Gouvernement et l’Unión Patriótica détiennent les plans pour un État d’une structure nouvelle [...]. La cellule principale de la Nation doit être la Municipalité, et de celle-ci, la famille, avec ses antiques vertus et son concept citoyen moderne. Le noyau : la province ; et la colonne vertébrale dirigeant l'ensemble du Système : l’État. »

Bien qu’il ait évoqué avec grand enthousiasme le fascisme italien (« Un crédo, une doctrine de rédemption qui obtint immédiatement des admirateurs et des adeptes dans le monde entier »), Primo de Rivera était conscient que la mise en place d’un régime autoritaire de type fasciste se heurterait en Espagne à de considérables obstacles.
Aunós occupa dans le nouveau gouvernement le poste de sous-secrétaire au ministère du Travail, du Commerce et de l’Industrie, sous la tutelle du ministre Juan Flórez Posada, et commença à ce titre d’élaborer un Code du travail, promulgué par décret-loi le 23 août 1923, ainsi qu’un ensemble de lois sociales, et de mettre en place une politique de sécurité sociale, avant de devenir lui-même titulaire de ce portefeuille ministériel entre 1924 et 1930. Dans le même temps, dès 1924, il entreprit de mettre en œuvre un projet d’organisation corporatiste à l’échelle nationale. En effet, admirateur lui aussi du régime fasciste italien, il tenta d’imiter son système corporatiste par la mise sur pied en 1928 de l’Organisation corporative nationale (en espagnol Organización Corporativa Nacional, sigle OCN), formellement instituée par le décret-loi du 26 novembre 1926 portant création du Conseil national du travail, et par celui du 12 mai 1928 portant création de l’Organisation corporative agraire. La mesure la plus importante en ce sens fut, conjointement à la mise au point du Code du travail, l’instauration des Comités paritaires, réunissant à égalité patrons et ouvriers et chargés de négocier les conventions de travail et de piloter la législation sociale.

#### La réforme corporatiste: caractéristiques et objectifs
La dictature de Primo de Rivera entendait édifier un système autoritaire, avec quelques ingrédients accessoires de type traditionaliste et fasciste, tout en ayant soin toutefois d’éviter de susciter une radicalisation. Son appel à la restructuration autoritaire et corporatiste de la société et du système politique s’accommodait donc volontiers d’un certain pluralisme politique dûment instrumentalisé, d'où l’invitation à s’associer au nouveau régime lancée à des organisations politiques et syndicales socialistes, mais aussi à des personnalités d’idéologies diverses, voire en apparence antagonistes. Le régime entra dans une phase de « réformisme autoritaire et technique », au cours de laquelle Aunós, en sa qualité de ministre, mit en marche une transformation administrative et institutionnelle de la politique sociale espagnole, et où y compris le ministère lui-même se voyait traité comme une entreprise.
Un voyage qu’Aunós effectua en Italie au printemps de 1926, où il lui fut donné de s’entretenir avec Mussolini, acheva de le convaincre des avantages d’un État corporatiste de type fasciste. À la base du modèle doctrinal du corporativisme primorivériste se trouve la nécessité de résoudre ce qu’il était convenu d’appeler le « problème social », par une solution alternative qui se voulait définitive et qui consistait pour l’État à intervenir activement dans les problèmes sociaux, en encadrant tant la classe ouvrière que le patronat dans des structures — non syndicales — de conciliation obligatoire. Aussi, pour l'heure, le versant le plus important du corporatisme de facture primorivériste était-il le versant social, encore que, au gré de l’évolution théorique d’Aunós, allait aussi être esquissé un corporatisme de type politique, substrat d’un type nouveau d’État, ni capitaliste ni socialiste.
Dès lors, le corporatisme social d’Aunós visait à neutraliser les antagonismes de classe, ainsi qu’à mettre hors jeu les instruments d’action directe du syndicalisme de classe, par la voie de la négociation et de la résolution extrajudiciaire des conflits de travail. Son modèle de corporatisme, de type autoritaire, comportait un pluralisme sélectif, par quoi les syndicats dits libres étaient autorisés à collaborer avec les structures corporatives publiques. Dans le champ des relations de travail et du régime public de protection sociale, on projeta donc, toujours dans le cadre de cette conception corporatiste et organiciste autoritaire, de créer des corporations professionnelles sélectivement compatibles avec la liberté syndicale, d'où les syndicats orientés sur l’action directe, tels que la CNT anarchiste, restaient exclus. C’est le principe du « syndicalisme libre dans la corporation obligatoire » (sindicalismo libre en la corporación obligatoria, ou libertad sindical en corporación obligatoria), devise forgée par le catholicisme social ; par ce principe, dérivé de l’encyclique Rerum Novarum, sur lequel Aunós se plaisait à insister et qui dénotait la forte influence doctrinale du catholicisme social, son idée du corporatisme se distinguait substantiellement du corporatisme fasciste. Ces principes sous-tendaient un système de « corporatisme autoritaire », disposé à admettre seulement certaines organisations de classe.
Le « corporatisme social », axé autour d’une prétendue « harmonisation » du capital et du travail, devait servir de stratégie de contention et de paix sociale. Pour Aunós en effet, les motifs immédiats pour instituer l’ONC étaient : 
- d’opposer, devant le péril révolutionnaire du syndicalisme de classe, « une classe ouvrière enfin organisée », protégée et assistée juridiquement, encadrée dans des organisations représentatives, et participant en tant qu’acteur dans la négociation de ses propres conditions de travail (salaires, journée de travail, etc.);
- de réaliser, face à la traditionnelle mainmise sur les profits du travail et sur le capital par les tout-puissants magnats financiers et par les grandes entreprises, l’indispensable élévation matérielle et professionnelle des « classes humbles » (selon l’expression d’Aunós).

L’avènement de l’ONC était d’après Aunós la « conséquence de deux principes fondamentaux : l’un, l’intervention de l’État dans la problématique sociale ; l’autre, la nécessité de structurer le pays du point de vue économique ». Aunós ambitionnait de dépasser les expériences espagnoles précédentes et de se différencier des autres projets européens contemporains,.
D'autre part, le projet corporatiste mettait l’accent sur une « modernisation » autoritaire, et l’État corporatiste tel que conçu par Aunós, avec sa structure de comités paritaires et sa superstructure institutionnelle, se promettait non seulement de créer les conditions de la paix sociale, mais faisait aussi miroiter la perspective — jamais réalisée et reportée en majeure partie — de mener à bien une « régénération » agraire et un processus de modernisation industrielle (au travers de la tentative de mettre en place un « corporatisme productif ») par le biais d’un interventionnisme renforcé de l’État, où il était envisagé de mener une industrialisation pilotée par une intervention constante des pouvoirs publics, au point que le processus pourrait être qualifié d’« industrialisation dirigée » avec restriction de la concurrence.
À cette nouvelle configuration consentirent à participer les Syndicats libres et catholiques et l’organisation patronale Fomento del Trabajo Nacional ; s’y prêtèrent également des membres de l’Unión General de Trabajadores (UGT),. Aunós s’ingénia à entraîner le syndicat socialiste sur sa pente réformiste afin de le convertir en un syndicat de gestion et de conciliation, éloigné de la lutte des classes et de l’autodéfense ouvrière, et parvint à s'entendre avec des syndicalistes socialistes séduits par le système de comités paritaires et par le corporatisme social.
En particulier, Francisco Largo Caballero finit par se résoudre — avec le soutien explicite de l’UGT et du PSOE, et dans une certaine mesure au détriment des syndicats catholiques – à coopérer activement avec l’organisation corporatiste montée par Aunós, certes sous la condition que les comités paritaires de la structure corporative (avec leur paradoxale nature d’organismes ou d’entités de droit public) soient la concrétisation d’une démocratie économique dans le cadre d’un État interventionniste attentif à garantir les droits sociaux et la protection sociale des travailleurs. Aussi des représentants socialistes étaient-ils présents dans les institutions politiques et corporatistes de la dictature primorivériste,. Il est à signaler que dans les années 1918-1919, dans le contexte d’une même dynamique institutionnelle (alors sous les espèces de l’IRS et de l’INP), Largo Caballero avait déjà, aux côtés d’Andrés Saborit, donné son appui au projet de pension de retraite ouvrière, en misant sur le réformisme social comme élément d’un programme minimal et tremplin d’un programme maximal de transformation socialiste de l’ordre établi. L’engagement de Largo Caballero et l’acceptation par lui de la charge de Conseiller d’État avaient reçu le soutien tant de l’UGT que du PSOE,,. Du reste, cette intégration de l’UGT, syndicat de classe, ajoutée à la dynamique d’harmonisation et de négociation propre aux comités paritaires, ne fut pas toujours du goût des organisations patronales, comme ne le fut pas davantage la formule « faire de la propriété une charge, une fonction » ; il s’agissait que le capital acquière « à un rythme croissant la responsabilité sociale qui lui incombe », et c’était à cela que tendaient les corporations de travail, en accordant à ce capital constitué une représentation clairement définie, à savoir la représentation patronale, laquelle se rend aux comités paritaires pour y défendre ses « intérêts hautement nécessaires pour la civilisation et le progrès », tout en acceptant à ses côtés une représentation égale du secteur des travailleurs, incarnant les « intérêts humains, toujours en mouvement et en ascension ». Ainsi fut opérée, par le biais des organismes corporatifs, une compénétration du capital et du travail, grâce à laquelle on escomptait éviter les conflits ouverts, tels que les grèves.

#### Mise en œuvre de l’idée corporatiste
L’Organisation corporative nationale (ONC), mise en place par Aunós en 1926, était la clef de voûte organisationnelle de la politique sociale de la dictature de Primo de Rivera. Par cet organisme, Aunós visait à parachever l’histoire de la réforme sociale espagnole, en assumant et assimilant tout à la fois la tradition organiciste espagnole, les premières expériences paritaires, les aspirations réformistes du syndicalisme, et les nécessités de fonctionnement. Cependant, à partir de la mi-1928, parallèlement à la nouvelle tendance néotraditionaliste, Aunós œuvra théoriquement à la configuration d’une forme nouvelle d’État, en apportant à celui-ci la compétence représentative et harmonisatrice des comités paritaires, convertis pour la première fois en Espagne en « corporations obligatoires de droit public »,.
L’action politico-sociale d’Aunós était l'un des deux piliers de la double voie empruntée par le premier Directoire militaire primorivériste, avec d’un côté la répression policière et militaire à l’encontre du syndicalisme communiste et anarchiste, par les soins du ministre de l’Intérieur Martínez Anido, et de l’autre l’interventionnisme social de l’État, mené par le ministère du Travail et dirigé par Aunós, par le biais d’une part de la collaboration avec le syndicat UGT et de l’appui des syndicats libres et catholiques, et d’autre part de mesures de prévoyance et protection sociales, ainsi que d’un système complet d’organisation corporative. La « solution technique » de la dictature, sous la gestion de militaires et de bureaucrates, prit corps sous la forme d’un dénommé « État arbitral et médiateur », décrit par un auteur comme un « régime corporatiste intégrateur ». L’État se concevait comme l’acteur du processus de modernisation de l’Espagne, processus combinant industrialisation et protectionnisme, avec intégration corporative des forces productives sous le signe des intérêts nationaux, et qui serait garanti par un État fort prenant à tâche de discipliner les classes productives, d’encadrer le mouvement ouvrier, de fortifier le pouvoir exécutif, et de corriger les « déficiences » du suffrage universel. À cet effet, le régime se faisait fort d’incorporer ou de diriger les nouveaux groupes socio-économiques surgis avec le développement économique, ainsi que les potentielles forces anti-système, en combinant à leur intention contrôle policier (sous l’égide de Martínez Anido) et réforme corporatiste (par Aunós).
L’esprit et le mode d’articulation de l’IRS (Instituto de Reformas Sociales), organisme hérité des régimes antérieurs et basé sur le dialogue et la coopération entre les forces sociales et sur la volonté de mener une politique de négociation préalable à toute initiative gouvernementale, s’accordait mal avec le comportement autoritaire de la Dictature. L’IRS dut se dessaisir progressivement de ses compétences, victime de la contradiction logique entre le dessein démocratique et participatif présidant au fonctionnement de l’IRS et la volonté du nouveau pouvoir de consolider une réforme politique et sociale de nature corporatiste autoritaire, comme l’était celle promue par Aunós, et de contraindre au nouvel ordre le fait syndical et la conflictualité. Le ministère du Travail s’efforçait d’implanter un nouveau type de rationalité de l’interventionnisme public, dans un sens plus autoritaire et centraliste. Certes, l’activité de l’Instituto Nacional de Previsión (Institut national de la prévoyance, INP), institution mauriste créée en 1908, se prolongea durant la dictature de Primo de Rivera, et au-delà pendant la Seconde République, mais son positionnement sous la Dictature, malgré une certaine opposition à quelques-unes des initiatives de celle-ci, finit par être pragmatique et réaliste, reflet de la continuité de son action par-dessus les constants changements d’orientation politique du moment, et d’une attitude technocratique, possibiliste et tendant à l’intégration et à une réforme graduelle. De la sorte, le maintien en vie d’un institut technique, soucieux de l’harmonie sociale (« armonicista ») et que sous-tendait une rationalité instrumentale, ne contrariait pas les objectifs de la dictature, ni même son programme de « corporatisation » des structures politiques et sociales.
Dans cette conjoncture, Aunós s’autorisa à affirmer qu’en Espagne « se pratiquait un véritable socialisme officiel », sans régime parlementaire ni système construit sur des partis politiques, lesquels, selon Aunós, étaient voués à la lutte antagoniste conduisant à atomiser la solidarité fonctionnelle qui devrait prévaloir. Le régime corporatiste mis en place en Espagne avait des visées moins totalitaires, obligatoires et englobantes que le système instauré en Italie, où un domaine sensiblement plus vaste était assujetti aux obligations officielles et où régnait le régime du parti unique. Le corporatisme d’Aunós apparaît donc plus ouvert, car il impliquait en particulier l’acceptation sélective du pluralisme, se traduisant par la collaboration du PSOE et de l’UGT. Mais, à l’inverse, le système primorivériste crut bon de supprimer un organisme d’intégration sociopolitique et institutionnelle efficace, et nullement obsolète, à savoir l’IRS, dont le degré de dialogue et de concertation sociale pluraliste ne sera jamais atteint par le ministère du Travail et par l’organisation corporative instituée aux différents niveaux verticaux.

#### Politique sociale
La dictature primorivériste attachait une grande importance à la protection sociale, envisagée comme un mécanisme de captation des masses laborieuses. Durant les cinq années de son mandat, Aunós déploya un intense travail de réforme, orienté fondamentalement non seulement sur l’organisation des rapports de travail sur le modèle corporatiste (en partie inspiré du catholicisme social, mais aussi du fascisme italien), mais également sur des mesures d’amélioration sociale des classes laborieuses. Aussi son ministère mit-il en œuvre une politique sociale de grande envergure, comprenant en particulier la Loi sur les logements à prix modéré (Ley de Casas baratas, octobre 1924), la Loi instaurant l’assurance-maternité, celle sur le travail à domicile et sur le repos nocturne de la femme, celle organisant la parcellisation des propriétés rurales, et celle portant application de la convention internationale sur la journée de huit heures. Toujours sur le plan du droit social et ouvrier, Aunós promulgua d’autre part les dispositions suivantes sous son mandat :
- Statut de l’enseignement professionnel (Estatuto de enseñanza profesional, par Décret royal du 31 octobre 1924).
- Maisons économiques (Casas económicas, 1925).
- Écoles sociales (Escuelas sociales).
- Institution du trésor de l’émigrant et action tutélaire de l’État sur les Espagnols qui émigrent (Institución del tesoro del emigrante y la acción tutelar del Estado sobre los españoles que emigran, 1924)[16]
- Extension de la pension de retraite ouvrière (Retiro obrero)[16],[37].
- Décret du 4 décembre 1931 portant règlement des sanctions pour non-respect des lois sur les assurances sociales obligatoires[38].
- Fonds de garantie pour les accidents de mer[16].
- Allocations familiales pour les familles nombreuses ; assurance maternité[16].
- Affinement de la réglementation sur les accidents de travail et sur les maladies professionnelles, et mise sur pied de la Caisse nationale d’assurance contre les accidents de travail dans l’industrie[38].
- Concernant le chômage, création du Fonds national de secours aux chômeurs involontaires (Patronato Nacional de Socorros a los parados involuntarios) et promulgation de la loi du 7 juillet 1934 contre le chômage et de celle du 26 juin 1935 relative aux règlements pour remédier aux effets du chômage involontaire[39],[37].

Par ailleurs, par Décret royal du 29 avril 1924, fut institué un Conseil supérieur du Travail, du Commerce et de l’Industrie (Consejo superior del Trabajo, Comercio e Industria), organe de contrôle de l’action ministérielle et étape incontournable de la réorganisation du ministère. Ce Conseil devait accueillir en son sein, à égalité de conditions et d’effectifs, les représentants des ouvriers et du patronat.
En ce qui concerne plus particulièrement la politique du logement, la nouvelle loi primorivériste sur les Logements à prix modéré, connue sous le nom de troisième Loi de Casas Baratas (les deux premières datant respectivement de 1911 et 1921), prévoyait d’importants investissements publics sous forme d’aides fixes et catégorisait les logements bénéficiaires en cinq types selon une typologie par niveau économique (à savoir : Casas Ultra‐baratas o Populares, Casas Baratas, Casas Económicas pour les classes moyennes, Casas para Funcionarios à Madrid et Barcelone, et Casas para Militares). Après estimation du prix et « approbation » par les pouvoirs publics des terrains destinés à la construction de maisons à prix abordable, les familles désireuses de devenir propriétaires de leur logement pouvaient bénéficier d’exemptions fiscales et de prêts immobiliers, la loi de Casas Baratas envisageant même la cession gratuite de terrains ou leur expropriation forcée, en tenant compte du coût du terrain à bâtir, du degré d’urbanisation et du taux de construction de la zone concernée, en fonction de l’évolution de la valeur des sols eu égard aussi aux perspectives économiques des différentes municipalités. Une Commission des logements abordables (Junta de Casas Baratas) était spécialement chargée d’agréer les terrains, avec indication des travaux d’assainissement nécessaires à une bonne hygiène ou d’autres travaux de réparation, etc.
Cette politique sociale était sustentée par une campagne de propagande et de pédagogie sociale, menée au moyen de la librairie du général José Marvá y Mayer, des Écoles sociales, et de revues de vulgarisation publiées par ces mêmes Écoles, par le ministère et par les Corporations et Organismes mixtes provinciaux.
En 1929, Aunós fut nommé président de la XIIIe Conférence internationale du travail, organe supérieur de l’OIT, réunie à Genève. Il entretenait d’excellentes relations avec cette organisation et avec son Directeur général, le Français Albert Thomas.

### Chute de Primo de Rivera et exil à Paris (1931-1936)
La collaboration de figures de premier plan du socialisme réformiste, telles que Largo Caballero et Antonio Fabra Ribas, avec le régime dictatorial se prolongea jusqu’à l’épuisement du modèle corporatiste autoritaire, issue finale qui se traduisit par la convocation d’une assemblée légitimiste affirmant représenter la continuité et bientôt par la démission de Primo de Rivera, suivie de l’avènement de la « dictablanda » (jeu de mots signifiant dictamolle, par opposition à dictadura) du général Berenger. S’y ajoutaient les critiques croissantes de personnalités importantes comme Indalecio Prieto et Fernando de los Ríos, qui n’avaient jamais été favorables à une collaboration avec la dictature,. Dans les faits, de par la conception même du corporatisme autoritaire d’Aunós, la participation sélective des syndicats n’avait joué en réalité qu’un rôle subalterne. Même les pactes collectifs du travail conclus par les comités paritaires n’avaient pas le statut juridique d’authentiques conventions collectives du travail, et il s’agissait bien plutôt de lois plus ou moins préalablement négociées qu’édictaient ensuite les corporations professionnelles en tant qu’organismes à caractère public,.
Pour continuer d’œuvrer en faveur d’un État corporatiste, Aunós tenta, au lendemain de la chute de Primo de Rivera, de créer, avec l’aide de ses anciens collaborateurs et de membres des Syndicats libres, un Parti travailliste, sur le modèle du Parti fasciste italien, mais les appuis nécessaires allaient lui faire défaut. Au sein de ce petit parti, avec siège à Madrid et Barcelone, intégré dans l’Union monarchiste nationale (UMN), Aunós ne cessa de prôner le mode de représentation corporatif dans le domaine social et du travail comme moyen de « sauver la Monarchie » devant la « persistance démolibérale » dans les derniers gouvernements d’Aznar et de Berenguer.
À la suite de la proclamation de la République en 1931, et de l’annonce faite par le nouveau régime que les membres des gouvernements de la Dictature auraient à rendre des comptes, il opta pour l’exil à Paris, où il vécut plusieurs années, écrivant des ouvrages et des articles de théorie politique et se faisant l’animateur d’une résistance anti-républicaine qui le mit en rapport étroit avec l’extrême droite française. Il eut tout le loisir d’approfondir son idée de l’État corporatiste, désormais érigé en alternative frontale au régime républicain, et à cet effet se saisit, comme référence essentielle, du catholicisme politico-social français de Frédéric Le Play et de René de La Tour du Pin. Il participa au projet politique Nueva España (« Espagne nouvelle ») mené à partir de la revue Acción Española par Ramiro de Maeztu, Eugenio Vegas Latapié et Víctor Pradera, puis rejoignit le mouvement Renovación Española. Ces positionnements devaient immanquablement le conduire à rallier l’opposition monarchiste emmenée par le Conseil privé d’Alphonse XIII. Finalement, cet exil conduisit à sa radicalisation politique, par quoi son idéal corporatiste adopta la forme d’une défense ouverte d’un « État corporatiste catholique et monarchique », concept développé dans les colonnes d’Acción española ainsi que dans son essai La Reforma corporativa del Estado de 1935.
Aunós établit à tête reposée le bilan de l’expérience corporatiste autoritaire de la dictature de Primo de Rivera et réfléchit aux perspectives d’avenir. Pour lui, il s’agissait de capter les masses, non de les amener à se rebeller :

« Nous n’avons pas besoin de faire se rebeller les masses, mais de les mobiliser, de les encadrer dans un mouvement revendicatif et de les placer sous l’action d’hommes préparés et absolument affranchis de la vassalisation capitaliste, car ce n’est qu’ainsi qu’ils mériteront la confiance du peuple. »

Examinant la période de la dictature de Primo de Rivera, il en apprécia la défense des intérêts populaires, défense assumée en gouvernant sans violences ni tergiversations. Lui-même, assure-t-il, s’était attelé à élaborer une formule politique qui aurait rendu impossible la perpétration d’injustices, aurait mis un terme au débridement et aux abus de pouvoir, et aurait remédié à l’insolidarité des Espagnols, dont le tempérament tendait à les transformer en proie facile pour la rapacité de quelques-uns.
Aunos développa aussi sa vision de ce que devait être le parlement corporatiste :

« [Il y a lieu également de] décider si le parlement corporatiste doit être unicaméral ou bicaméral. Pour notre part, nous penchons en faveur de la première [option], et en tout état de cause, nous n’accepterions la seconde qu'à titre transitoire (où une chambre serait constituée avec les derniers vestiges du suffrage, dont seraient encore investis, par exemple, les chefs de famille et les délégués de municipalités et de députations provinciales), ou, comme le préconise Manoilescu, en tant que l’une des chambres représente les corporations économiques et du travail, et l’autre, les corporations intellectuelles et des services publics. »

D’autre part, dans le dilemme : monarchie corporative ou république corporative, Aunós se déclarait partisan de la monarchie.

### Guerre civile
À l’éclatement de la Guerre civile, il rallia sans barguigner le camp insurgé, dont il alla diriger le bureau de représentation diplomatique à Paris et Bruxelles.
En 1937, il adhéra à la Falange Española de las JONS, au titre de chef du parti sur le territoire français, puis, après l’unification de la Phalange avec les traditionalistes, fut désigné conseiller national du nouveau parti unique FET y de las JONS et devint membre du Comité politique de cette organisation. En mars 1939, il fut chargé de gérer un accord commercial avec l’Argentine ainsi qu’une convention de paiement avec l’Italie. 
Son expérience de ministre et sa formation juridique furent mises à contribution pour l’édification institutionnelle du nouveau « Régime national ». En effet, sa réputation de spécialiste en questions corporatives et son conservatisme de tendance fasciste faisaient de lui la personne idoine pour aider à institutionnaliser le nouvel État, tout en faisant contrepoids au radicalisme phalangiste. C’est pourquoi Franco le désigna en 1938 comme l’un des rédacteurs de la Charte du Travail, à la mise au point de laquelle il apporta son expérience acquise dans les années 1920. Son idéal corporatiste fit sa réapparition, — bien que de façon forcément restreinte en présence d’une administration d’État déjà unifiée —, non seulement dans la rédaction finale de ladite Charte, mais aussi dans la reconstitution des chambres professionnelles après la Guerre civile. Son nom figure par ailleurs sur la liste des vingt-deux juristes qui, désignés par le ministère franquiste de l’Intérieur, rédigèrent le Jugement sur l’illégitimité des pouvoirs en place le 18 juillet 1936 (« Dictamen sobre la ilegitimidad de los poderes actuantes el 18 de julio de 1936 »), document publié le 21 décembre 1938 qui s’évertuait à justifier le soulèvement militaire à l’origine de la Guerre civile,,.

### Dictature franquiste: ministre de la Justice (1943-1945)

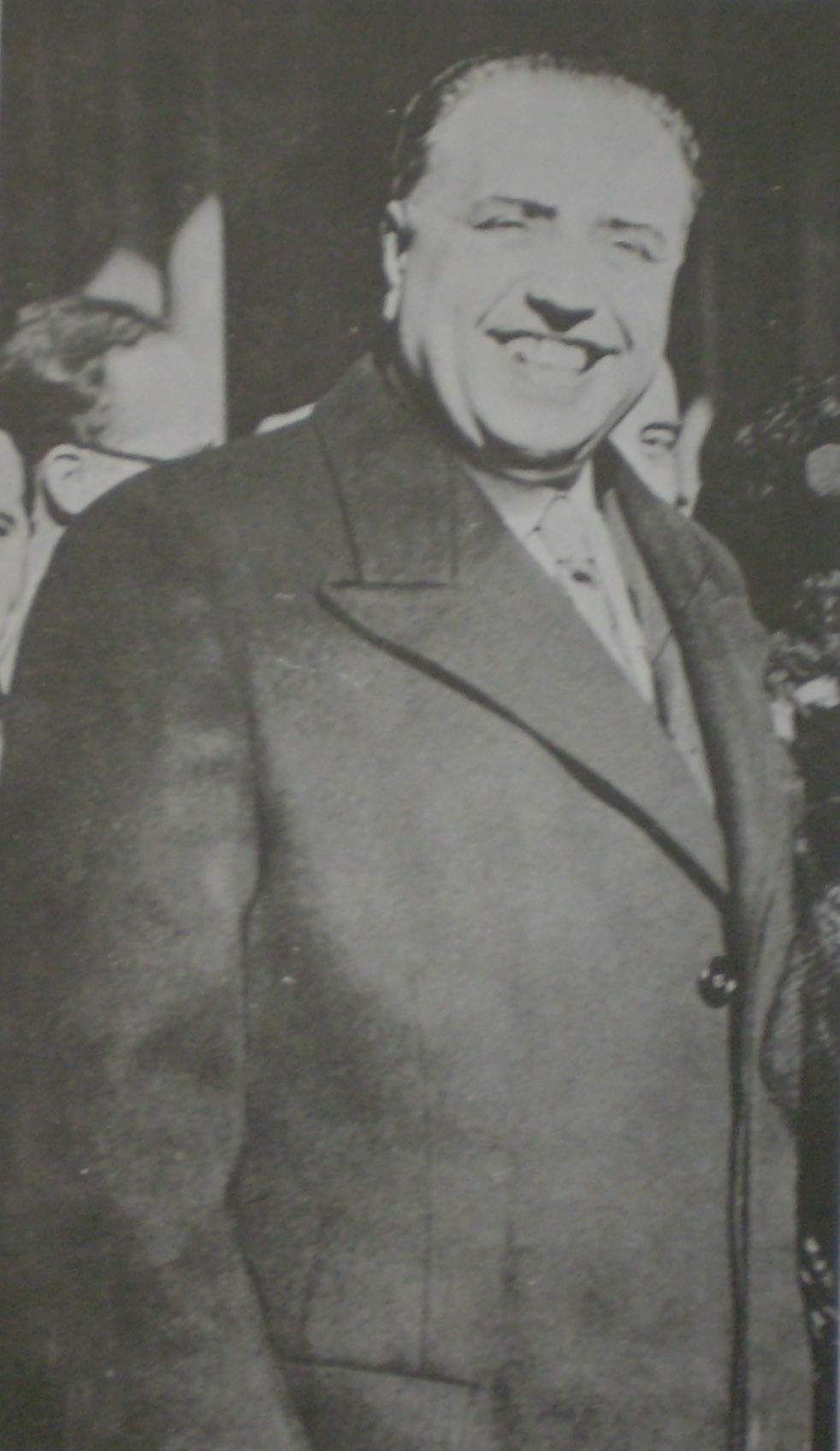
Eduardo Aunós.

La Guerre civile terminée, Aunós assuma les charges d’ambassadeur en Belgique (1939-1940) et en Argentine (1942-1943), et fut nommé à son retour en Espagne procureur (député) aux Cortes franquistes pour la période de 1946 à 1949, puis une nouvelle fois plus tard, remplissant alors cette fonction jusqu’à sa mort. 
Appelé également à siéger au Tribunal des responsabilités politiques, il fut récompensé de son engagement dans cette mission de répression en se voyant offrir le 16 mars 1943 le portefeuille de ministre de la Justice, en remplacement du carliste Esteban Bilbao, poste qu’il occupera jusqu’au remaniement ministériel du 18 juillet 1945, et à quel titre il s’employa, passée la première répression, à normaliser le système carcéral, surpeuplé et désorganisé par l’effet de la Guerre civile, et à instaurer une justice qui soit régie par des « directives chrétiennes, justes et graduées »,,. Aunós se borna par ailleurs à approfondir et préciser le rôle recteur de l’État dans le contrôle de la vie juridique dans l’Espagne franquiste, la Ley de Bases (pour la réforme de la justice municipale) et l’École judiciaire apparaissant comme ses deux grandes mesures en ce sens. Dans cette même fonction, il échafauda un « amalgame doctrinal » synthétisant la pensée catholique du traditionalisme, l’étatisme phalangiste et les influences italiennes.
Aunós apporta son concours à la rédaction et à la diffusion de Causa general (en abrégé CG, d’avril 1940), enquête officielle commanditée par le ministère public sur les assassinats politiques « dans la zone rouge » durant la Guerre civile. Peu après, ayant passé en revue l’histoire contemporaine de l’Espagne, Aunós justifia l’élimination de la République et l’instauration d’un « nouveau régime » et exposa ses points de vue dans plusieurs ouvrages, plus particulièrement dans Itinerario de la España contemporánea, 1908-1936 (1940), Epistolario político-literario (1941), Calvo Sotelo y la política de su tiempo (1941) et España en crisis (1942). Dans Epistolario, il pose que la « horde rouge » et la « tornade marxiste » républicaine fondent la légitimité du « soulèvement national » de 1936, légitimité à laquelle il associait celle d’une monarchie traditionnelle et corporative, ou « monarchie universelle », défenderesse de l’unité chrétienne occidentale et héritière du passé médiéval, mais en même temps limitée et représentative, en accord avec la conception de La Tour du Pin.
Après la fin de la Seconde Guerre mondiale, le ministre Aunós tenta de favoriser une ouverture du régime, en préconisant sa conversion en monarchie, et dès la mi-1943, Aunós avait mis au point son Projet de constitution pour l’Espagne, où il définissait l’État national comme une « monarchie sociale et corporative », projet qui échoua à se concrétiser en raison de la corporatisation excessive de l’administration sociale qui y était envisagée. Ce texte fait figure d’épilogue d’un projet politico-social qui pendant plus de vingt ans avait tendu vers une « technicisation de la politique nationale », d’abord par la corporatisation des relations socio-économiques (avec la mise en place en 1926 de la l’ONC), puis par la conception d’un authentique État corporatif, antilibéral et antiparlementaire, et enfin, à l’étape finale de son cheminement intellectuel, par une synthèse politique entre technique et spiritualité. Le texte incarne un projet syncrétique de monarchie sociale, traditionnelle et représentative, en réaction à l’« institutionnalisation totalitaire » d’un Ramón Serrano Súñer. L’article 3 définissait les principes politiques d’organisation de son État social et monarchique : unité du pouvoir aux mains du chef de l’État (en l’espèce : Francisco Franco), et séparation des fonctions exécutives, législatives et judiciaires « dûment harmonisées ». Le régime serait cimenté par le corporatisme, l’économie structurée selon les corps professionnels, et ce dans la concorde des classes et dans la monarchie,. Dans sa vision, cette dernière, au lieu d’être un simple vestige de l’histoire, comporterait un modèle d’« État social [...] apte à renfermer les concepts de hiérarchie, de servitude à la collectivité et d’unité de commandement ». Si certes ce projet de constitution porteur d’une modalité de « démocratie organique » fut rejeté par le Caudillo, le document a pu sans doute influer sur, voire faire office de base programmatique de, la future Loi de succession du chef de l'État, promulguée en 1947,. En effet, dans le processus de constitutionnalisation du régime furent retenus des principes tels que : représentation populaire par la voie de structures corporatives (syndicales, municipales et familiales), et État monarchique sous la tutelle à vie du Caudillo et en accord avec les lois fondamentales.
En juillet 1945, à l’occasion d’un remaniement ministériel, où il s’agissait pour le régime de montrer patte blanche aux puissances victorieuses, plusieurs personnalités germanophiles ou trop liées au fascisme passèrent à la trappe, dont Aunós, à côté de Vigón et de Lequerica entre autres.
En janvier 1946, Aunós fut nommé ambassadeur au Brésil, mais au mois de février suivant se vit refuser le placet du gouvernement brésilien. La raison en était que pendant la Seconde Guerre mondiale, Aunós avait participé comme négociateur à un accord triangulaire secret entre l’Espagne, l’Argentine et l’Allemagne portant sur la fourniture d’armements, accord dénoncé par les États-Unis à la fin du conflit. L’opinion publique brésilienne, en particulier la grande presse de Rio de Janeiro, manifesta son désaccord avec la désignation d’Aunós. Malgré la nature strictement commerciale dudit accord et en dépit des efforts du ministère espagnol des Affaires étrangères de convaincre son homologue brésilien qu’Aunós n’avait eu aucun lien avec les nazis, le président Dutra persista à le considérer persona non grata. Toutefois, le gouvernement espagnol ne se formalisa pas outre mesure de la décision du Brésil de repousser ainsi une haute figure de la scène politique espagnole, car on n’avait garde de prendre le risque d’une querelle pouvant conduire à une rupture des relations diplomatiques,.
En novembre 1946, Aunós fut désigné président de la Cour des comptes, charge qu’il exercera jusqu’à la fin de sa vie. Il était membre de l’Académie royale des sciences morales et politiques (à partir de juin 1941), de l’Académie de jurisprudence et législation (à partir de mai 1944) et de l’Académie des sciences économiques et financières (à partir de décembre 1944).
Dans la dernière phase de sa vie, éloigné désormais des vicissitudes de la politique (malgré sa fonction à la Cour des comptes), Aunós s’abandonna à son penchant pour l’écriture, avec des ouvrages d’histoire, de réflexion philosophique et religieuse, quasi autobiographiques, et avec des études sociologiques. Aunós décéda le 25 septembre 1967 à Lausanne,.

## Vie personnelle
Après un premier mariage, Aunós, alors dans la cinquantaine, fit la rencontre de María Antonia Morales Giraldo, jeune licenciée en philologie classique, diplômée de l’université centrale de Madrid en 1945. Une longue procédure de divorce fut engagée à partir de 1958, à l’issue de laquelle il épousa María Antonia Morales, d’abord à Athènes selon le rite orthodoxe, avant de pouvoir le faire également en Espagne, peu avant sa mort. Son épouse, décédée à Madrid en 2020, à l’âge de 103 ans, après un veuvage de plus de 50 années, était traductrice et l’auteure de quatre pièces de théâtre, dont une seule eut les honneurs de la scène, à Paris en 1971,.

## Inculpation posthume de crimes contre l’humanité et de détention illégale (2008)
En 2008, Aunós fut l’un des 35 haut placés du franquisme mis en accusation par l’Audience nationale dans le cadre de la procédure engagée par le juge Baltasar Garzón pour délits présumés de détention illégale et de crimes contre l'humanité commis au cours de la Guerre civile et des premières années du régime de Franco. Toutefois, le juge déclara éteinte la responsabilité pénale d’Aunós, après qu’il eut reçu confirmation indubitable de son décès, survenu près de cinquante ans auparavant,. L’instruction de cette affaire fut à ce point polémique que Garzón vint à être inculpé lui-même de prévarication et dut passer en jugement ; cependant, il fut acquitté en février 2012 par le Tribunal suprême.

## Récompenses et hommages
- Grand-croix de l’ordre d'Isabelle la Catholique (1929)[70]
- Grand-croix de l’Ordre de Cisneros (1944)[71]
- Grand-croix de l’ordre de Charles III (1945)[72]
- Croix du plus haut mérite de l’ordre de Raymond de Penyafort (1945)[73]
- Grand-croix (avc insigne blanc) de l’ordre du Mérite militaire (1961)[74]
- Grand-croix de l’ordre du Mérite aéronautique (1962)[75]
- Doctorat honoris causa de l’université de Louvain[76].

## Pensée politique

### Doctrine de l’État corporatiste

#### Contexte historique et influences
L’œuvre théorique d’Aunós est étroitement liée à une génération de penseurs et d’hommes politiques formés dans la théorie organiciste de la société et imprégnés des thèses régénérationnistes. Aunós voyait la corporation, sous ses différents aspects, comme outil pour convertir la politique en une procédure technique, propre à parachever le processus d’étatisation de la nation espagnole. Aunós théorisa le corporatisme comme politique sociale en partant de trois nécessités générales : neutraliser la lutte des classes sur le plan social ; dépasser la concurrence dans l’activité économique ; et permettre à la politique de s’affranchir des idéologies de parti. Ces trois objectifs traduisent la tendance contemporaine vers une « technification de la politique » par le biais d’une institutionnalisation corporative. Sous Primo de Rivera, il fut donné à Aunós d'œuvrer à cette « technification » de la chose politique sous la forme d’un État corporatif axé sur une représentation politico-sociale du monde du travail, ce dernier dûment organisé autour de la notion de corporation — mais en tout état de cause sous l’« unité de commandement » de la dictature primorivériste, comprise ici comme instrument temporaire et exceptionnel de normalisation politique et de modernisation économique.
Dès 1921, à Lérida, commença à poindre chez Aunós une pensée corporatiste, née notamment de son intérêt pour les corps de métier du Moyen Âge, de l’influence du régénérationnisme, et des revendications des corporations professionnelles et des groupements d’intérêt catalans. Il avait ressenti très jeune l’attrait des conceptions organicistes et des expériences interventionnistes tentées à travers l’Europe au lendemain de la Première Guerre mondiale, et avait une profonde connaissance des doctrines sociales catholiques, plus particulièrement de l’œuvre du marquis de La Tour du Pin, qu’il avait traduit en espagnol. Sur le plan social, il avait suivi les avancées législatives tentées en Allemagne et en Belgique, et était séduit par les arguments théoriques du fascisme italien.
Vers la mi-1927, comme en témoigne une conférence prononcée par lui, Aunós commença à esquisser les linéaments d’un véritable État corporatif, en prenant pour point de départ une critique du système parlementaire libéral, en particulier de la division arbitraire que ce système établissait entre État et société ; selon lui, l’organisation parlementaire ne permettait aux travailleurs et aux professionnels de participer au pouvoir qu’au travers d’organes juridiques marginaux. En outre, il dénonçait que ce système dissociait toute l’« activité créatrice et spontanée de la société d’avec les instances et les voies politiques, empêchant sa participation au gouvernement ».
Quant à ses affinités idéologiques, Aunós apparaît, à certains égards, proche du traditionalisme historique, de penseurs tels que Maeztu, Vázquez de Mella ou, plus lointainement, du régénérationnisme d’un Joaquín Costa, qu’Aunós cite en plusieurs occasions, en particulier pour ce qui touche à la question agraire, sur laquelle sa position penchait davantage pour une réforme modernisatrice et développementaliste, c’est-à-dire allait plus dans le sens des idées de son ami José Calvo Sotelo. Aunós était tributaire de son époque, aussi l’atmosphère favorable au corporatisme de son temps a-t-elle également joué un rôle dans sa conception de l’État corporatif, plus spécialement les développements du corporatisme en Italie, qu’Aunós connaissait parfaitement bien. Son idéologie plonge également ses racines dans le national-catholicisme, dont il partageait les idées avec des intellectuels comme Maeztu (dans sa maturité), Víctor Pradera, José Calvo Sotelo, etc. Pour Aunós, l’époque était à l’État corporatif, organique et interventionniste, et dès lors antilibéral et antiparlementaire, n’admettant qu’un pluralisme politique et syndical limité, moyennant qu'il soit disposé à la collaboration dans le seul cadre des structures corporatives. Est à relever également l’influence de l’un de ses précoces maîtres à penser politiques, Francesc Cambó, de tradition régionaliste-nationaliste catalane, partisan de l’autonomie de la Catalogne au sein de l’État espagnol, favorable à une monarchie parlementaire et de pensée conservatrice.
Quoique séduit par les thèses de Giuseppe Bottai, Aunós se montrait opposé à l’idéal de l’« État éthique » tel que défini dans le contexte de l’idéalisme néo-hégélien de Giovanni Gentile et de Benedetto Croce, lequel idéal débouchait, selon Aunós, sur une vision abusive de l’intervention de l’État, sur une oblitération totale de la réalité sociale pluraliste, et sur la négation des principes du droit public chrétien ; c’est, en revanche, La Tour du Pin qu’Aunós désignait comme sa grande référence intellectuelle, et c’est aussi dans le traditionalisme social catholique, remis à jour sous la forme de l’Association catholique de la jeunesse française d’Albert de Mun et de Frédéric Le Play, qu’il trouva sa première formule : liberté de choix associatif et syndical, de désignation des représentants, et magistère moral catholique garant de l’« harmonie sociale », le tout fondant « l’existence du syndicat libre dans la corporation obligatoire, trait différentiel qui conféra à notre projet sa tonicité et une physionomie indélébile ».

#### Le concept decorporation
L’Organisation corporative nationale (OCN), créée en novembre 1926, repose essentiellement sur le comité paritaire, structure qui avait été largement expérimentée lors des luttes sociales à Barcelone dans les années suivant la Première Guerre mondiale. Dans le système mis en place par Aunós, chaque association ou groupe issu de tel domaine professionnel sectoriel s’intégrait dans des corporations obligatoires (patrons aussi bien qu’ouvriers), où les représentants de chaque groupe intégré dans la corporation « naturelle » allaient ensuite former les comités paritaires. À la tête des comités paritaires se trouvaient un président et un secrétaire, tous deux désignés par le ministère du Travail et chargés d’y représenter l’État.
Le comité paritaire repose à son tour sur la notion de (communauté de) métier, en espagnol oficio, et non sur les associations professionnelles. Ce à quoi aspiraient les corporatistes était de parvenir à l’« harmonisation des classes », si ardemment désirée, en s’appuyant sur cet élément commun à tous les hommes, à savoir le métier, dont l’exaltation comme trait d’union de tous ceux composant un secteur de la production, qu’ils soient patrons, techniciens ou ouvriers, prenait, chez quelques-uns de ses défenseurs, dont Aunós, un caractère quasi théologique, avec pour effet d’occulter opportunément la volonté de domestication de la classe ouvrière, par la liquidation du syndicalisme et de la lutte des classes. L’oficio n’était pas seulement un élément essentiel pour forger la fraternité humaine autour du travail — concept clef du catholicisme social —, mais aussi une partie constituante d’une société organiquement structurée en groupements intermédiaires et naturels, savoir : la famille, la commune, les corporations de métier, etc.

#### L’État corporatif(dans sa conception technocratique)
Aunós prônait l’État corporatif comme configuration politique permettant de dépasser la dichotomie entre État libéral et État socialiste, dans leurs différents avatars. Si cette formule n’envisageait pas l’existence d’un parlement associé à un système électoral et à un régime de partis, elle prévoyait en revanche une démocratie organique de caractère corporatif, pouvant certes s’accommoder d’une chambre de représentation des intérêts professionnels (c’est-à-dire des chefs d’entreprise et des travailleurs), mais seulement sous les espèces d’un « parlement corporatif » autoritaire et aux compétences restreintes (centrées sur les questions économiques et sociales de nature générale), dans le cadre d’une démocratie dite organique.
Le corporatisme, régénérationnisme et nationalisme d’Aunós allaient de pair avec une sorte de modernisation autoritaire, et s’offraient comme une solution de rechange à la démocratie libérale et au socialisme (y compris au socialisme démocratique, qui jouissait d’une vogue croissante dans l’entre-deux-guerres). Cet aspect antilibéral, antisocialiste et anticommuniste constitue assurément un point de convergence avec les totalitarismes de l’époque en Occident, ce dont du reste Aunós rend compte dans ses écrits par de fréquentes références aux expériences similaires, mais tout en marquant aussi ses points de divergence avec celles-ci.
L’État corporatif repose sur le peuple organisé en entités autarciques. Selon Aunós :

« Loin d’admettre, comme le fait l’État libéral démocratique, que les partis politiques sont les corps au travers desquels se manifeste la souveraineté, [l’État corporatif] estime que ceux-ci s’opposent à l’accomplissement naturel des fins humaines, basées sur la solidarité fonctionnelle de tous les éléments actifs de la société, car de tels partis incarnent la guerre civile perpétuelle, l’oubli de la condition sociale, le relâchement de toute discipline et l’extinction du sens de la hiérarchie. »

À la politique de la « démocratie libérale », Aunós opposait la hiérarchie fonctionnelle de la « démocratie corporative » ; aussi brandissait-il, face aux partis politiques et aux syndicats politisés, les corporations interclassistes, et face au suffrage universel, le suffrage professionnel, et mettait-il en avant, face au parlement « inorganique », le parlement corporatif, qui « de fait se muera de Conseil supérieur des corporations en Conseil supérieur de l’économie, devenant alors aussi le plus haut organe législatif du pays ».
Le droit social, par opposition à l’individualisme libéral, a pour principe de base d’opposer à l’inégalité existant entre travailleurs et entreprises un ensemble de normes juridiques propres à protéger les justes intérêts des plus faibles. Le droit corporatif au contraire a pour finalité spécifique de « fixer des normes auxquelles doivent se soumettre les relations sociales et économiques des différents acteurs de la production, de leur appliquer le droit social général ou les lois à portée protectrice, et d’édicter des mesures de protection, au sein de chaque profession ou groupe économico-social, en fonction des circonstances de lieu et de temps ». Dans son essai Estudios de Derecho corporativo (littér. Études de droit corporatif, de 1930), Aunós définit la corporation comme un « organisme de droit public qui renferme en son sein tous les éléments constitutifs d’une profession ou d’un groupement économique, exerçant, sous l’effet d’une délégation par l’État, des fonctions qui font partie des pouvoirs de celui-ci, dans l’orbite de sa juridiction spéciale » ; la corporation était donc dotée de fonctions exclusives en vertu d’une décision de délégation par l’État, ce dernier restant la seule source de souveraineté nationale et le seul détenteur de la compétence législative, et « disposant à tout moment de la plus haute autorité sur les organisations corporatives ». Il appert ainsi que l’action corporative n’existe que par délégation de la puissance publique, attendu que la souveraineté, en théorie politique bien comprise, ne peut résider que dans l’État ; celle dont sont investies les corporations est « restreinte » et « déléguée »,. Cet organisme — la corporation — déterminait un système où, si certes la liberté d’association et d’affiliation syndicale était respectée, cette liberté ne pouvait s’exercer que dans le cadre de la corporation d’État, organisée par branches de production et obligatoire pour tout travailleur — ce qui la différenciait significativement de son équivalent fasciste, à l’encadrement plus contraignant. Le « nouvel État corporatif » ou « État intelligent » ainsi conceptualisé était proclamé supérieur tant à l’État-providence (des régimes totalitaires) qu’à l’État politique (des régimes parlementaires). Les corporations étaient habilitées à agir dans l’État corporatif : dès lors qu’elles ont autorité à représenter et défendre les intérêts collectifs sans distinction de classe, elles peuvent être à la base d’une nouvelle structure de l’État et constituer les grands corps électoraux.
De la même façon, des comités paritaires composés de représentants des travailleurs et du patronat, étaient constitués en organes de droit public exerçant des fonctions par délégation de l’État. Ce schéma final, repris plus tard dans sa quasi-intégralité dans les textes législatifs de l’ère républicaine, était destiné à s’étendre non seulement à tous les secteurs productifs, mais aussi jusqu’aux sphères du « travail intellectuel, du monde de la culture et de tout type de services »,. Cependant, Aunós n'aura vu ses aspirations strictement réalisées ni par les travaux de l’Assemblée convoquée en 1927 sous la dictature de Primo de Rivera, ni dans l’avant-projet de constitution élaborée en 1929 sous le même régime.
Aunós argumente :

« Aussi, si l’État libéral proclame le droit des individus, la base essentielle de l’État corporatif en revanche est la fonction de ceux-ci, ce dont il découle que son exigence première est le « devoir social du travail ». Chaque individu se voit obligé de remplir telle fonction pour laquelle il est apte au bénéfice de la collectivité, et pour cette raison fait obligatoirement partie de l’organisation corporative correspondante. »

L’État corporatif apparaît ainsi comme la synthèse entre le « sens de la solidarité nationale » et le « sens de la responsabilité professionnelle ». L’autorité publique doit transférer vers le domaine politique son rôle d’arbitre des différends entre patrons et ouvriers et d’ordonnateur de la hiérarchie productive, en assumant l’idéal de « neutralité politique » face à la partialité politique ou syndicale et au militantisme de classe, neutralité se concrétisant dans le « service à la patrie » nationaliste. En effet, la nation est une communauté où s’épanouissent harmonieusement les différents secteurs sociaux, sous l’égide d’un État fort, celui-ci, identifié à la nation, se transformant en une entité capable de recueillir l’énergie collective d’un peuple, de patronner et de coordonner les divers intérêts particuliers ; dès lors, la société, la nation et l’État fusionnent autour d’un projet historique de vie collective.
Si dans ses débuts l’État corporatif se limitait à une action réformiste et technique d’« urgence sociale », le corporatisme finit par offrir, avec le passage des ans, une authentique alternative antiparlementaire et antilibérale, même si dans ces deux phases de son évolution, il se voulait la réalisation de l’idéal d’harmonie sociale organique et catholique, en d’autres termes de la « paix sociale », s’incarnant dans des valeurs telles que patriotisme, responsabilité citoyenne, racines catholiques et traditionnelles, et « discussion raisonnée », et sous-tendue par les deux principes politico-sociaux que sont l’intervention de l’État dans le champ social et la « nécessité d’organiser le pays sur la plan économique ».
Pour une transition sans risque du libéralisme au corporatisme, il est nécessaire d’insérer entre les deux une phase d’interventionnisme d’État, aussi longue que de besoin, afin d’extirper au préalable les antagonismes nocifs et les idéologies néfastes,. Aunós avait, dans une perspective historique, observé que la corporation était le résultat d’une transformation juridique, amorcée avec le droit social né au XXe siècle et ayant atteint son apogée à l’époque contemporaine, transformation par laquelle elle avait été appelée à organiser la vie sociale et économique au moyen de nouveaux liens juridiques, proclamés dans un esprit de coopération et de solidarité de tous les groupes humains. Si on l’examine sous l’angle organique, la corporation se manifeste comme étant investie de la mission d’harmoniser les relations de travail, encore qu’elle soit destinée à l’avenir à embrasser de plus amples coordinations d’intérêts. Aunós postule que la tendance organiciste de son époque n’est autre que la continuité historique de la vie humaine, désireuse de pallier l’insuffisance individuelle par la solidarité du groupe. Dans cette optique, si l’« individualisme inorganique » a pu l’emporter à travers le conceptualisme politique du XIXe siècle, c’est seulement en théorie, à la faveur de la dissolution des anciens corps de métier, et comme le résultat de l’incapacité de ceux-ci à s’adapter au moule d’une vie économique plus ample qui dépassait désormais leur structure interne.
Quant aux conditions qui permettraient l’avènement de cet État corporatif, Aunós en indiquait trois : le « sens de la discipline » (par l’intermédiaire d’un gouvernement fort), la « hiérarchie » (par la méritocratie, en accord avec le principe de la prééminence « des meilleurs » sur « les pires ») et l’« ordonnancement fonctionnel » (grâce à la « coordination rationnelle et efficace des ressources nationales », à travers le contrôle et l’intervention de l’État dans le champ économique, social et intellectuel). Ces trois conditions, mises au service de l’« ensemble organique national », de son idéal patriotique et du bien-être citoyen, permettront de convertir le « travail » en fondement de l’organisation sociale et de la constitution politique,.

#### Rôle et configuration nouvelle de l’État
La législation espagnole de la dictature primorivériste, à l’instar de celle italienne, consacra l’omniprésence et la prééminence de l’État. L’autorité de l’État sur les corporations et sur les syndicats était totale, attendu que ces derniers avaient perdu toute autonomie et que les corporations étaient des organismes de droit public et agissaient par la grâce d’une délégation de l’État, lequel en outre s’attribuait des fonctions de surveillance sur les syndicats. 
Aunós postulait qu’une conception nouvelle de l’État allait prévaloir : « Notre époque est essentiellement organiciste et interventionniste. L’aspiration des États est que rien de ce qui a de l’importance dans la vie sociale et qui affecte l’intérêt collectif ne demeure dans la marge ». Cet État nouveau se caractérise non seulement par son interventionnisme dans les questions sociales, mais aussi par son sens éthique, attendu que l’État est tenu de veiller au bien collectif, en obligeant les intérêts individuels à se subordonner à l’intérêt général, et par son organicisme, au sens où l’État s’est structuré à travers les corporations professionnelles. Cette défense énergique de l’État comme entité supérieure aux individus et aux structures sociales inférieures apparaît ainsi assimilable au principe fasciste édictant « Tout dans l’État, rien en dehors de l’État, nulle chose contre l’État » (Tutto nello Stato, niente fuori dello Stato, nulla contro lo Stato).
« Les corporations en tant qu’entités sociales » peuvent « précéder et historiquement précèdent l’État », mais seul ce dernier « se trouve avoir la capacité de faire de la corporation-entité de droit privé une entité de droit public ». La primauté de l’État est nécessaire dès lors qu’il ne s’agit pas de restaurer les anciens corps de métier, mais de les dépasser « en un système corporatif totalitaire et harmonique »,.

#### Évolution vers un corporatisme catholique et monarchique
Après avoir, au fil de plus d’une vingtaine d’années, tenté de réaliser une « technification de la politique nationale », d’abord par la corporatisation des relations socio-économiques (avec la mise en place de l’ONC en 1926), puis sous l’idéal d’un authentique État corporatif, antilibéral et antiparlementaire, Aunós, mettant en garde désormais (se ralliant en cela à Berdiaev) contre le « péril social d’une technique dépourvue de spiritualité » et sans préparation morale ni philosophique, rechercha, à la fin de son cheminement intellectuel, une synthèse politique entre technique et spiritualité ; la technocratie politique ou administrative peut certes constituer un instrument fonctionnellement valable en vue de « la meilleure réalisation des buts de l’État », mais pour autant qu’elle soit toujours assujettie aux impératifs de la véritable et plus intime « nature spirituelle de l’être humain ».
Après la proclamation de la République, Aunós entreprit, dans une série d’articles regroupés sous le titre Hacia una nueva España (littér. Vers une nouvelle Espagne) et parus dans la revue Acción Española, de réinterpréter dans un sens néotraditionaliste ses anciennes thèses corporatistes. Aunós souhaitait « obtenir l’indispensable collaboration des masses laborieuses à l’œuvre de réforme et d’instauration de la nouvelle Espagne, et ceci ne sera jamais faisable sans la liquidation préalable d’un système social vicieux et injuste » ; dédaignant les rares « possibilités de réforme de la société et de l’État à partir de la gauche et de la droite », il revendiquait une autre « position forte, sûre, inébranlable, assise sur les veines granitiques de l’âge le plus reculé ». Cette position, s’appuyant sur la « vérité catholique et espagnole collective », énonçait que « la paix et le progrès, de même que la guerre et l’anarchie, se forgent dans la région des idées », raison pour laquelle « la conquête d’un État nouveau » nécessite une symbiose entre tradition et technique, et ce n’est que par cette symbiose que pourrait se légitimer un système juridico-politique susceptible de servir de solution de rechange à l’ancien régime individualiste né de la Révolution française. Aunós postulait « la possibilité d’une nouvelle conception de l’État, substantiellement différente de l’État individualiste et de l’État socialiste », d’une forme étatique « qui ne veut pas tout donner au seul individu ni le reconnaître comme l’unique facteur capable de décider des destinées [de l’État], ni ne veut que l’État soit tout, mais qui vise à ce que l’individu agisse en concentrant son activité au sein des corps spécialisés et représentatifs de sa catégorie de travail, et à ce que lesdits corps aillent confluer dans l’organisation et l’ordonnancement de l’État », autour de l’idéal national et du régime monarchique,.
Il y a lieu selon l’auteur que le « faux concept syndical », imprégné de la « lutte des classes », soit révisé dans le sens d’un concept interclassiste fondé sur l’« harmonie et la collaboration patriotique entre ouvriers et entrepreneurs ». Dans une première étape, le « syndicalisme hiérarchique » mettrait un terme aux « factions politiques » comme outil de pouvoir ; face à « la décomposition de l’État libéral » et avec la « transition vers un État corporatif », l’institutionnalisation de l’État corporatif allait prendre corps. Les corporations devaient coordonner les forces productrices en associations patronales et ouvrières, déliées de toute idéologie étrangère à leur condition économique, et intégrées dans une structure d’organisation hiérarchique, comme « pièces maîtresses et éléments de base de toute organisation corporative nationale ». À la base de ce système se trouvait l’héritage des antiques corps de métier — dont la disparition progressive avait laissé une grande part des travailleurs et artisans dépourvus de la traditionnelle protection communautaire, fait qui « engendra » le problème social et conduisit à la lutte des classes —, et à son sommet, une nouvelle monarchie traditionnelle, la « monarchie autoritaire et nationaliste », clef de voûte du modèle, lequel dès lors serait davantage qu’une simple configuration de l’État ; en effet, « le gouvernement est le roi en ses conseils » (Conseil royal, Conseil d’État, Cour des comptes, Cour de cassation), sans partis politiques et avec deux chambres représentatives, l’une corporative à suffrage professionnel, l’autre organique à suffrage familial et censitaire. 
Ces thèses sont exposées dans son texte capital, La reforma corporativa del Estado, de 1935. La « réforme de l’État » telle qu’envisagée par Aunós peut se synthétiser dans les principes suivants : « servitude envers la collectivité, discipline dans l’effort, et hiérarchie dans toutes les sphères humaines ». L’observance de ces principes conduirait à la « redistribution de la richesse, à la suppression de l’usure et à l’organisation des producteurs », puis finalement à la « formation d’un État mis au service d’un idéal, et non plus à la merci des factions ». De la sorte, on obtiendrait un « peuple organisé en entités autarciques », dont les principes directeurs seraient : la « fonction » comme base essentielle de toute association ; une exigence première de « devoir social du travail » pour chaque individu au sein de sa corporation obligatoire ; le remplacement du concept de citoyen par celui de producteur ; la subordination des intérêts individuels ou de classe à ceux collectifs ; respect de la discipline sociale et de la hiérarchie telles qu’elles se laissent dériver des tâches productives ; et un État fort et autoritaire dépassant l’esprit de parti (« partidismo »),.
Aujourd’hui est venue l’heure, affirme Aunós, de « la grande époque chrétienne et corporative », où un « Caudillo populaire », s’appuyant sur une milice de jeunesse, dirigera un mouvement avec l’objectif ultime d’édifier un État corporatif, lequel sera l’outil suprême pour réaliser la justice redistributive, pour accomplir les devoirs sociaux « au-dedans d’un suprême concert harmonique » et pour supprimer « le déséquilibre économique et l’injustice sociale qui nous séparait en compartiments figés ». Cet État corporatif se caractérise : par l’abolition des partis politiques (« organes perturbateurs » qui n’aboutissent qu’à une « anarchie pérenne »), en dépassant le traditionnel antagonisme entre « droite et gauche » ; par la fonction directrice du gouvernement par le biais des représentants corporatifs ; par un parlement unicaméral de type organique, formé à partir de « la réunion du Conseil supérieur des corporations économiques et du travail, et du Conseil supérieur des services publics », mais toutefois avec l’intervention du pouvoir ecclésiastique à titre de « patronage intellectuel » (potestad intelectual) et de défenseur de l’« unité catholique » ; par un pouvoir législatif limité à « l’approbation des budgets et de certaines lois à caractère général » et tenu de respecter l’autonomie des corporations, qui (intégrées dans leurs Conseils supérieurs respectifs) seraient habilitées à élaborer et promulguer leurs lois économiques et culturelles ; et par la prévalence d’une Corporation suprême ou Grand Conseil des corporations, chargée de contrôler les décisions des corporations spécifiques,.

### Tentative de mise en application (1924-1930)
À partir de 1924, après qu’il eut été fait appel à lui pour occuper le poste de sous-secrétaire du ministère du Travail, du Commerce et de l’Industrie, Aunós commença à mettre en œuvre à l’échelon national un projet d’organisation corporative. Deux ans plus tard, il devint ministre du même département ministériel dans le premier gouvernement civil de la dictature de Primo de Rivera, au moment où le pouvoir venait de passer la main aux techniciens et réformistes, au détriment des idéologues et des politiciens professionnels.
La proposition faite par Aunós devant l’Assemblée nationale consultative de la dictature primorivériste se caractérise — et se différencie des autres propositions de réforme faites devant ladite Assemblée — par son aspiration à donner au système politique une base professionnelle et corporative radicale. Le point commun à tous les textes d’Aunós était leur finalité de concevoir un régime politique à mi-chemin entre autoritarisme politique et pluralisme socioprofessionnel ; ils opposaient à la « démocratie libérale » la hiérarchie fonctionnelle de la « démocratie corporative » ; aux partis politiques et aux syndicats politisés, les corporations interclassistes ; au suffrage universel, le suffrage professionnel ; et au parlement « inorganique », le parlement corporatif, lequel « se transformera de fait en Conseil supérieur des corporations et en Conseil supérieur de l’économie, tout en étant aussi le plus haut organe législatif du pays ». Ainsi le « travail », élevé au rang de fondement de l’organisation sociale et de la constitution politique, avait-il pour vocation de désidéologiser la société et de dépolitiser le parlement, par l’effet de ce que les individus seraient désormais représentés, et participeraient à la vie politique et sociale, en fonction de leur appartenance à tel ou tel corps professionnel.
Aunós voulait réactualiser l’intervention de l’État espagnol, en dotant celui-ci « d’une solide autorité, d’une pensée saine et droite, pour qu’il ne soit pas sollicité par les intérêts qui se présenteraient, ni ne se laisse affoler par des menaces fantasmatiques ». Le « pouvoir exceptionnel » de Primo de Rivera offrait le cadre politique autoritaire d’« ordre et de hiérarchie » nécessaire pour développer pleinement la « révolution à partir du haut », jusque-là sans cesse différée. Dès le premier Directoire militaire, en sa qualité de sous-secrétaire du ministère, il s’était proposé, en exécution des directives édictées par Primo de Rivera, premièrement, de réaliser « l’unité doctrinale d’une législation sociale éparse » ; deuxièmement, de créer une « législation sociale capable de faire parvenir au peuple ses effets bénéfiques » et de rallier à soi les groupes ouvriers réformistes ; et troisièmement, de supprimer l’analphabétisme technique par le moyen d’« un enseignement professionnel approprié »,. 
Le premier objectif (l’unité doctrinale), en vue duquel Aunós procéda à une compilation systématique des normes en matière de droit du travail alors en vigueur, fut atteint sous les espèces du Code du travail (Código del trabajo), promulgué par décret-loi du 23 août 1923. Aunós le définit comme texte « d’ordonnancement et récapitulatif des dispositions [...] légales promulguées antérieurement et la somme de la jurisprudence », codifiant pour la première fois les différentes sources de droit social et ouvrier espagnol,.
Ensuite fut mise en place en 1926 l’Organización corporativa nacional (ONC), organisme étatique dont le but premier était de généraliser un instrument propre à « inciter les classes patronales et ouvrières à s’associer », en attirant vers le projet, par des concessions de représentation et de participation, la principale force syndicale d’Espagne, de même aussi que les diverses forces patronales « par la promesse de paix sociale et de hausse de la productivité ». Fut également instauré le comité paritaire comme « Corporation obligatoire » (en vertu du Décret royal du 24 mai 1919), clef de voûte de l’administration sociale de l’État, et pierre d’angle d’une « organisation hiérarchique d’associations professionnelles », produisant une armature organique articulée autour d’« entités à caractère permanent et obligatoire ». Ces entités, définies et régulées par le droit public, rempliraient la « fonction de corps professionnel de l’État » dans le cadre de la « planification, coordination, surveillance et intervention les plus hautes et définitives, tant en direction des syndicats que des associations patronales ». Leur genèse était le « résultat de deux principes fondamentaux : l’un, qui est celui de l’intervention de l’État dans le problème social ; l’autre, celui de la nécessité de structurer le pays sur le plan économique »,.
Ainsi, la formule espagnole se déploya-t-elle en trois phases : une première, réalisée par l’intervention médiatrice de l’État, conduirait à créer des organismes paritaires et à stimuler la corporatisation interclassiste ; une deuxième phase ensuite sanctionnerait au titre de « norme juridique » certaines décisions obligatoires de ces organismes ; et la troisième enfin conclurait par la mise en place d’une ONC transformant l’organisme corporatif en institution « permanente d’arbitrage et en une juridiction régulière et obligatoire ». Le Décret royal sur l’organisation corporative nationale de 1926 tendait à généraliser au niveau national les premières expériences de comité paritaire, convertissant ainsi le comité paritaire en mécanisme étatique et général d’arbitrage du travail, dans lequel patrons et ouvriers siégeaient à égalité de conditions sous la supervision publique, et établissant la corporation obligatoire, mais à syndicalisation libre. Dans le préambule du Décret royal, l’ONC était définie comme une grande structure hiérarchique, harmonique et interclassiste de régulation des associations et relations professionnelles dans la sphère commerciale et industrielle :

« Les éléments qui composent la vie professionnelle espagnole seront organisés sur la base de Corps spécialisés et classifiés, chacun desquels sera doté d’une représentation officielle, par le biais de la désignation de comités paritaires à juridiction graduée. »

Le système était hiérarchiquement structuré sur cinq niveaux — Comité paritaire, Commissions mixtes du travail, Commissions mixtes provinciales, Conseils de corporation, et Commissions déléguées du travail — et ordonné conformément à une classification comprenant 27 corporations professionnelles regroupées en trois grands groupes : production primaire, secondaire et de service ; commerce ; et divers. Par la suite, le système fut complété par un règlement-type des comités paritaires et par l’organisation corporative de l’agriculture, du logement et du travail à domicile.
Ainsi, au-dessus du comité paritaire, structure la plus élémentaire, se constituaient les Commissions mixtes du travail (Comisiones Mixtas de Trabajo), qui regroupaient — sur une base volontaire et en fonction de leur activité économique — plusieurs comités paritaires, ce qui permettait d’établir entre eux une meilleure coordination horizontale. Parmi les fonctions les plus importantes de ces Commissions mixtes, on relève en particulier — outre les fonctions propres aux comités paritaires qui les composaient — certaines attributions judiciaires (licenciement, infraction aux accords des comités paritaires, etc.). Au-dessus de la Commission mixte se situe, dans l’organigramme hiérarchique, le Conseil de corporations (Consejo de Corporaciones), organe central de la corporation, qui regroupe l’ensemble des comités paritaires d’une même communauté de métier et détenait pouvoir de juridiction sur les patrons et les ouvriers de la corporation concernée, qu’ils soient représentés dans les comités paritaires ou dans les commissions mixtes. Les Conseils de corporation étaient habilités à résoudre toutes réclamations sur les accords à caractère général, à fixer les conditions réglementaires du travail, et à connaître des recours en appel contre tel accord des comités paritaires locaux ou interlocaux, et intervenaient comme organes consultatifs auprès du gouvernement en matière économique et sociale. Les Conseils de corporation, au même titre que les Commissions mixtes, étaient élus par les membres des comités paritaires, à raison de huit patrons et de huit ouvriers, en plus du président et du secrétaire nommés par le gouvernement. Enfin, le système corporatif était complété par les Commission déléguée des Conseils (Comisión delegada de Consejos) et par le ministère du Travail. La Commission déléguée des Conseils agissait comme organe de liaison entre les différents Conseils de corporation (au nombre de 27) et, figurant aussi comme entité consultative du ministre, apparaissait comme le sommet de l’organigramme ; toutefois, par sa composition, et à la différence des groupements corporatifs, la Commission déléguée n’était pas une institution strictement paritaire, vu qu’elle comprenait sept membres patronaux et autant de membres ouvriers, plus trois membres du gouvernement, cinq membres consultatifs non admis à voter, en plus du président, du premier vice-président et du secrétaire général, tous trois désignés par le ministre du Travail Aunós.
L’ossature de l’État corporatif se composait de deux types de corporations : les corporations de travail, et les corporations intellectuelles, ces dernières regroupant toutes les professions intellectuelles, subdivisées à leur tour en autant de districts qu’il y avait d’universités. Une fois constituées ces deux grandes corporations, un système politique fut alors créé avec un Parlement corporatif, à la fois Conseil supérieur des corporations, Conseil supérieur de l’économie et plus haut organe législatif du pays,.
La corporation du logement, à structure paritaire, rassemblait les Chambres de la propriété urbaine et les associations de locataires. L’Organisation corporative du travail à domicile s’employait à réguler un secteur assez important de la production, s’efforçant notamment d’instituer un salaire minimum général dans le but de rapprocher la situation économique de ces travailleurs de celle des ouvriers du secteur industriel.
Les accords conclus sous le signe des pactes collectifs de travail ne se limitaient pas à la stipulation des conditions salariales, mais englobaient également quelques aspects importants des relations de travail, tels que l’hygiène et la santé dans les entreprises, les mesures de prévention des accidents de travail, le soutien à la formation professionnelle, la tenue de recensements professionnels (rendant compte également des travailleurs au chômage), etc.
Il n’était donc déjà plus question pour Aunós de la simple corporation économique ni territoriale, ni de celle religieuse ou éducative ; il plaidait pour désormais une « corporation socio-professionnelle » régentant tous les aspects existentiels et sociaux de l’être humain — entité apte à être reconnue par, et à s’insérer dans, la configuration constitutionnelle même de l’État, et dotée de la compétence en matière de justice socio-professionnelle. En effet, les comités paritaires exerçaient certaines fonctions judiciaires, et venaient à ce titre rogner sur le domaine de compétence des « tribunaux industriels », de tradition déjà ancienne en Espagne. Une partie des attributions judiciaires de ces derniers furent transférées aux Commissions mixtes, notamment les litiges découlant du non-respect des pactes entre patronat et ouvriers ou les infractions à la législation générale du travail. L’originalité du comité paritaire espagnol réside en ceci qu’il constituait un organisme public réunissant en son sein la triple capacité législative, exécutive et judiciaire. En vertu de ces pouvoirs législatifs, le comité paritaire élaborait un authentique droit du travail, fixant des normes générales et obligatoires pour tous les partenaires sociaux. Ses qualifications exécutives dérivaient de sa capacité à contraindre à l’exécution de ses accords, en sanctionnant les infracteurs.

## Œuvres

### Écrits d'Eduardo Aunós
Pour bien cerner la pensée et l’idéologie juridiques et politiques d’Eduardo Aunós, il convient, dans une large mesure, de les inférer non seulement de ses ouvrages et essais personnels, mais aussi des autres modes d’expression de la théorie juridique, notamment des textes de loi eux-mêmes, et plus particulièrement de l’Exposé des motifs de nombre de lois et de dispositions adoptées sous son ministère et souvent rédigées de sa plume, dont l’important Exposé des motifs du Décret-loi du 22 août 1926 approuvant le Code du travail, ou le Décret-loi du 26 novembre 1926 relatif à l’Organisation corporative nationale (OCN), texte légal assorti d’un Exposé des motifs minutieux et expressif, signé d’Eduardo Aunós.
Par ailleurs, Aunós était l’auteur de travaux d’historien (sur quelques grandes figures de l’antiquité et autres), de monographies de villes européennes ou hispano-américaines (Venise, Paris, Madrid, Buenos Aires), d’essais littéraires (sur Balzac et Nerval) et d’œuvres de fiction, dont plusieurs romans.
- (es) Las orientaciones sociales del mundo actual, Bilbao, Editorial Vizcaína, coll. « Conferencias y Ensayos (n°65) », (sans date indiquée), 45 p.
- (es) Almas amorosas (1910, rééd. 1953), 196 p.
- (es) El Renacimiento y problemas de derecho internacional que suscita, Madrid, Talleres tipolitográficos de Raoul Péant, 1917.
- (es) Problemas de España, Barcelone, 1922.
- (es) La organización corporativa en el aspecto funcional, Madrid, 1922.
- (es) La organización corporativa del trabajo, Madrid, Publicaciones del Consejo Superior del Trabajo, Comercio e Industria, 1928, 104 p.
- (es) Las Corporaciones del Trabajo en el estado moderno, Madrid, Biblioteca Marvá, Juan Ortiz, 1928, 204 p.
- (es) El Estado corporativo : Discurso pronunciado en la Unión Patriótica de Madrid, el día 16 de abril por Eduardo Aunós, Ministro de Trabajo, Comercio e Industria, Madrid, Gráfica Enersto Giménez, 1928, 67 p.
- (es) La organización corporativa y su posible desenvolvimiento : Conferencia pronunciada en el Ateneo de Madrid el día 3 de mayo de 1929, Madrid, Ministerio de Trabajo y Previsión, 1929.
- (es) Estudios de Derecho Corporativo, Madrid, Editorial Reus, 1930, 355 p.
- (es) La Reforma corporativa del Estado, Madrid, M. Aguilar, 1935, 271 p.
- (es) Justiniano el Grande : Imperador du Mundo, Madrid, Ediciones Españolas, 1940, 191 p.
- (es) Discurso sobre las ciudades, Madrid, Imprenta Rivadeneyra, coll. « Suplemento literario de Vértice », 1940, 15 p.
- (es) Constantino el Grande, creador del Imperio, Madrid, Sucs. de Rivadeneyra, coll. « Suplemento Literario de Vértice », 1940, 14 p.
- (es) Itinerario histórico de la España Contemporánea (1808-1936), Barcelone, Bosch, 1940, 493 p.
- (es) Calvo Sotelo y la política de su tiempo, Madrid, Ediciones Españolas-Diana, 1941, 192 p.
- (es) Epistolario (1916-1941). Cartas político-literarias, Madrid, Ediciones Españolas, 1941, 258 p.
- (es) Historia de las ciudades, Madrid, Editora Nacional, 1942, 318 p.
- (es) España en crisis (1874-1936), Buenos Aires, Librería del Colegio, 1942, 442 p.
- (es) Cómo se perdió América, Argentine, Editorial La Facultad, 1942, 112 p.
- (es) Estampas de ciudades, Madrid, Espasa-Calpe, coll. « Colección Austral », 1942, 227 p. (ISBN 978-8423902750)
- (es) Cartas al Príncipe, Buenos Aires, Espasa Calpe, 1942, 232 p.
- (es) El derecho bizantino : Su evolución historique (conferencia pronunciada por el Doctor Eduardo Aunós, embajador extraordinario de España, en la facultad de Derecho y Ciencias sociales el día 18 de junio de 1942), Buenos Aires, Imprenta de la Universidad, 1942.
- (es) Viaje a la Argentina, Madrid, Editora nacional, 1943, 213 p.
- (es) Buenos aires (ayer, hoy y mañana), Madrid, Mediterráneo, 1943, 271 p.
- (es) Abolengo y prestigio de la función judicial : Discurso leído por el excmo. Sr. D. Eduardo Aunós, Ministro de Justicia en la solemne apertura de los tribunales celebrada el 15 septiembre 1943, Madrid, Editorial Reus, 1943, 60 p.
- (es) La vida portentosa de Chateaubriand, Madrid, El Escorial, 1944, 30 p.
- (es) Hombres y Ciudades, Madrid, Afrodisio Aguado, coll. « Colección Los Cuatro Vientos », 1944, 434 p.
- (es) Fides, amor, patria, Madrid, Lo rat penat, 1944, 112 p.
- (es) Primo de Rivera. Soldado y Gobernante, Madrid, Editorial Alhambra, 1944, 240 p.
- (es) El arte de ser librero : Conferencia pronunciada en el Consejo Superior de Investigaciones Científicas de Madrid, Bilbao, Ed. Conferencias y Ensayos, 1944, 47 p.
- (es) Argentina. El Imperio del Sur, Argentine, La Facultad, 1944, 237 p.
- (es) Biografía de París, Madrid, Mediterráneo, 1944, 468 p.
- (es) La política social de la Dictadura. Discurso leído por el excmo. Sr. D. Eduardo Aunós en el acto de su recepción pública, Madrid, Real Academia de Ciencias Morales y Políticas, 1944, 40 p.
- (es) Reflexiones en voz alta, Madrid, Casa Editorial Hernando, 1944, 296 p.
- (es) Siluetas y paisajes, Madrid, Éditeur Afrodisio Aguado, 1945, 375 p.
- (es) Damas y poetas, Barcelone, Delta, coll. « Colección Embajador », 1946, 210 p.
- (es) Maria Duplessis, «la Dama de las Camelias», Madrid, Ediciones Biblis, 1946, 135 p.
- (es) Semblanza política del general Primo de Rivera : Conferencia pronunciada el 15 de marzo de 1947 en el Consejo Superior de Investigaciones Científicas, Madrid, Gráficas Minerva, 1947, 72 p.
- (es) Las últimas evoluciones del Derecho : Derecho social y Derecho económico, Adrid, Impr. Viuda Galo Saez, 1947, 95 p.
- (es) La montaña de sal, Madrid, Estades / Ediciones al Servicio de la Industria Salinera, 1947, 60 p.
- (es) El viento en Castilla. Suite musical. Sobre los romances del Epos de los destinos de Eugenio D'Ors, Madrid, Litografía Ignacio Díez, 1947, 59 p.
- (es) El proceso y el secretariado judicial, Separata N° editorial de la Revista de Derecho Procesal, 1947, 6 p.
- (es) Viaje al París de hace cien años, Madrid, General de Ediciones, S.L., 1947, 249 p.
- (es) Voces amigas. Lieder : Poesías de E. Rostand, Guillermo Fernández Shaw, Lope Mateo, José Carlos de Luna, Ph. Chabaneix, Fernand Colas, Francisco Serrano Anguita y J. Juan Pérez, Madrid, Litografía Ignacio Díez, 1948, 88 p.
- (es) La gran aventura de la Pompadour, Librería General, 1948, 290 p.
- (es) Álbum fotográfico Luz y Sombras (en collaboration avec Cecilio Barberán et Federico Velilla), Madrid, Ediciones Biblis, 1948.
- (es) Biografía de Venecia, Saragosse, Libreria General, 1948, 370 p.
- (es) La gran aventura de la Pompadour, Saragosse, Librería General, 1948, 290 p.
- (es) La vida romántica de Chopin, Barcelone, Enciclopedia Pulga, 1949, 64 p. (rééd. 1955).
- (es) Peregrino de Levante, Madrid, Editorial Ilustrada, 1950, 133 p.
- (es) Hacia una estructura social : Conferencia pronunciada en la Escuela Social de Madrid, Bilbao, Ediciones de Conferencias y Ensayos, 1950, 46 p.
- (es) Rememoración de Chopin, Madrid, Familia Aunós, 1950, 157 p.
- (es) Grandes figuras del París romántico. Balzac. Nerval, Bilbao, Ediciones de Conferencias y Ensayos, 1950, 51 p.
- (es) El ser y estar de todos los días, Bilbao, Ediciones de Conferencias y Ensayos, 1950, 47 p.
- (es) Revolución y tradición, Madrid, Viuda de Calo Saez, 1951, 62 p.
- (es) Romanticismo y Política, Madrid, S.G.E.L., 1951, 384 p.
- (es) El trabajo intellectuelle : Conferencia pronunciada en la Real Academia de Jurisprudencia el día 7 mayo de 1952, Madrid, Imp. Viuda de Galo Sáez, 1952, 106 p.
- (es) Los viñadores de la última hora, Madrid, Aguilar, coll. « Colección Literaria », 1952, 302 p. (roman).
- (es) París en su bimilenario, Madrid, Talleres gráficos de Julio San Martín, coll. « Conferencia pronunciada en el Instituto Francés de Madrid », 1952, 81 p.
- (es) Discurso de la Vida : Autobiografía, Madrid, Sociedad Española General de Librería, 1952, 432 p.
- (es) El músico Blas de Laserna (en collaboration avec José Luis Arrese et Julio Gómez), Corella, coll. « & Biblioteca de Corellanos Ilustres », 1952, 208 p.
- (es) La tarde filtrada, Madrid, Rollán, coll. « Novelistas de hoy », 1953, 78 p. (roman).
- (es) Gerardo de Nerval «El Desdichado», Madrid, Colección El Grifón, 1953, 332 p.
- (es) El embrujo de Madrid, Madrid, Instituto de Estudios Madrileños, coll. « Temas Madrileños », 1953, 36 p.
- (es) Bizancio : Viaje a un mundo desaparecido, Madrid, Gráf. Estades / Colección El Grifón, 1953.
- (es) El perro, ese amigo desconocido, EDISA, coll. « Seres y Mundos », 1954, 162 p. (rééd. Sociedad protectora de animales y plantas, Madrid 1972).
- (es) El jardín de los muertos, Barcelone, Planeta, coll. « Autores Españoles Contemporáneos », 1954, 213 p. (roman).
- Pour l'amour de Clélia, Hachette, 1955, 254 p.
- (es) Guía de París para españoles, Madrid, Ediciones y Publicaciones, 1955, 500 p..
- (es) Proletariado y marxismo. Discurso leído en la inauguración del curso 1955-56, el día 11 de enero de 1956, por el Excmo. Sr. D. Eduardo Aunós, Madrid, Viuda de Galo Sáez / Real Academia de Jurisprudencia y Legislación, 1956, 45 p.
- (es) Biografía de Buenos Aires, Madrid, Edirta / El Grifón de Plata, 1956, 273 p.
- (es) Revisión de conceptos sociales, Madrid, Ediciones y Publicationes / Gráfs. Sánchez, 1957, 214 p.
- (es) Técnica y espiritualidad, Madrid, Academia de Ciencias Morales y Politicas / Ed. Reus, 1962, 14 p.
- (es) Técnica, humanismo y espiritualidad, Madrid, Separata de Anales de la Real Academia de Ciencias Morales y Políticas, 1964, 10 p.
- (es) Política social de la dictadura y colaboración socialista, Madrid, Separata de Anales de la Real Academia de Ciencias Morales y Políticas, 1964, 27 p.